# Hamadryas aegina
Hamadryas aegina är en fjärilsart som beskrevs av Hans Fruhstorfer 1916. Hamadryas aegina ingår i släktet Hamadryas och familjen praktfjärilar. Inga underarter finns listade i Catalogue of Life.